# Parkes
Parkes è una cittadina australiana che fa parte della Contea di Parkes. L'ultimo censimento è stato fatto nel 2006 e gli abitanti erano 9.826.

## Storia
Parkes fu fondata nel 1853 come insediamento "Currajong", chiamato così dai coloni per la grande abbondanza della specie di alberi chiamata "kurrajong".
Nel 1873 fu rinominata "Parkes" in onore di Henry Parkes, conosciuto anche come il "Padre della Federazione".
Parkes ebbe una significante attenzione nel periodo della corsa all'oro dall'anno 1870 in poi, per questo ancora oggi esistono delle società minerarie situate nei dintorni.
Dal 1961 è in funzione nel paese un importante centro di ricerca, l'Osservatorio di Parkes, utilizzato per osservazioni radio e come nodo di comunicazione per missioni interplanetarie. 

## The Dish e l'Apollo 11
Su Parkes, nel 2000, venne girato un film chiamato The Dish. Questo racconta gli avvenimenti realmente accaduti a 4 scienziati e ricercatori che lavorarono nel radio telescopio situato nella cittadina stessa. Il radio telescopio divenne famoso per un preciso motivo: fu proprio quello a mandare le immagini e i video sulle televisioni di tutto il mondo nel 1969 dello sbarco sulla Luna da parte dell'Apollo 11, in particolare di Neil Armstrong e Buzz Aldrin. Inizialmente si era pensato infatti che la NASA avrebbe mandato le immagini ma, per un problema tecnico, fu Parkes a dover mandare il segnale radio.